# Erbéviller-sur-Amezule
Erbéviller-sur-Amezule ist eine französische Gemeinde mit 68 Einwohnern (Stand 1. Januar 2022) im Département Meurthe-et-Moselle in der Region Grand Est (bis 2015 Lothringen). Sie gehört zum Arrondissement Nancy und zum Kanton Grand Couronné.

## Geografie
Erbéviller-sur-Amezule liegt 18 Kilometer nordöstlich von Nancy. Der Ort liegt am Bach Amezule, der auch hier entspringt.
Nachbargemeinden von Erbéviller-sur-Amezule sind: Mazerulles im Norden, Sornéville im Osten, Réméréville im Süden und Champenoux im Westen.

## Toponymie
Entstand aus dem Personennamen Arembert und villare.

Arembeaviller (1284); Herbevilleir (1348); Erbelviller (1420); Erbervilleir (1424); Erbeviller-lès-Réméréville (1621); Erbévillé-lès-Réméréville (1756); Erbévillers (1793); Erbéviller-sur-Amezule (1932).

## Geschichte
Das Dorf stammt aus gallorömischer Zeit. Im Ersten Weltkrieg wurde es zerstört.

### Bevölkerungsentwicklung
| Jahr      | 1962 | 1968 | 1975 | 1982 | 1990 | 1999 | 2008 | 2019 |
| Einwohner | 91   | 111  | 85   | 57   | 67   | 56   | 89   | 72   |

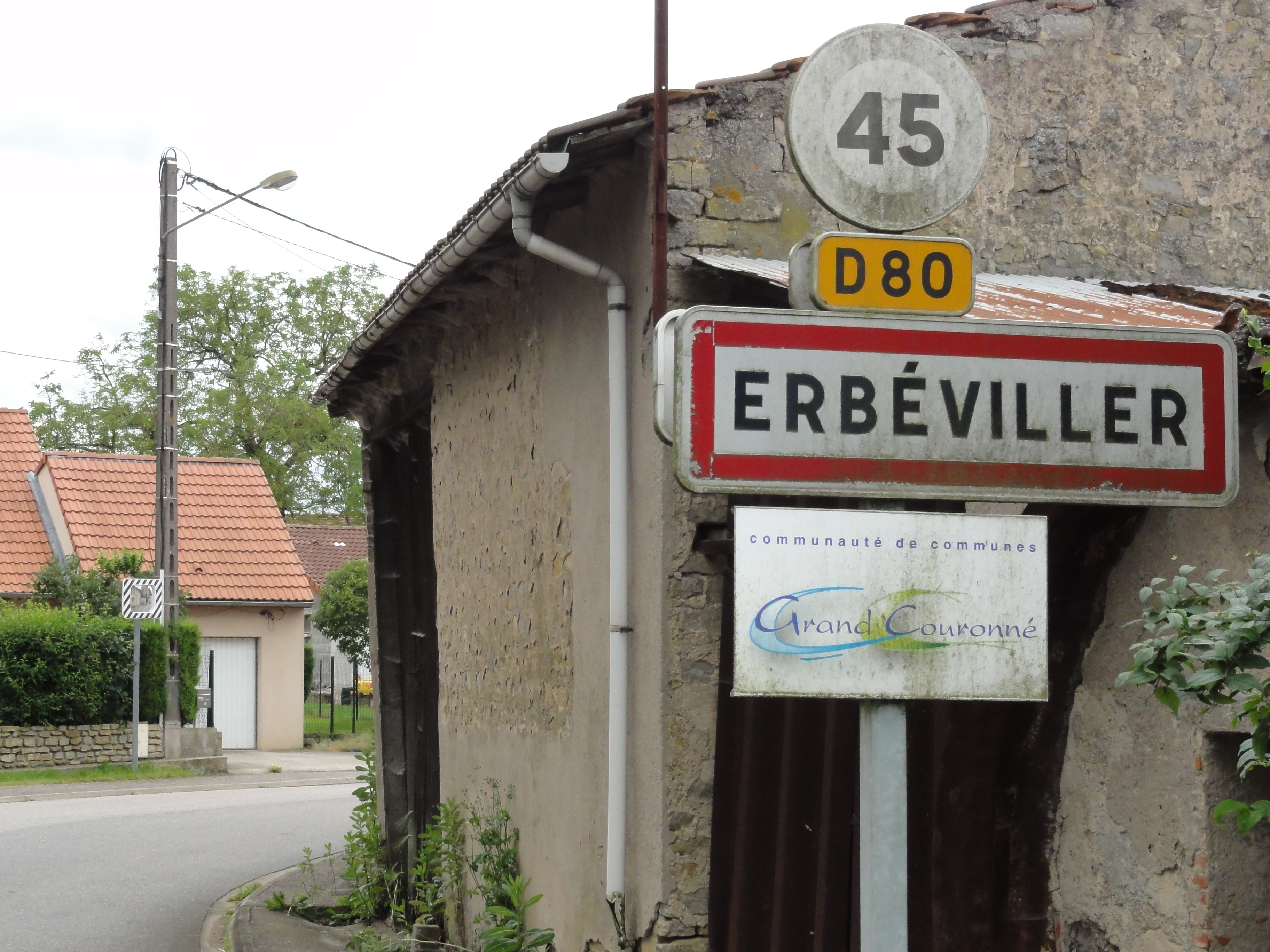
Ortsschild von Erbéviller
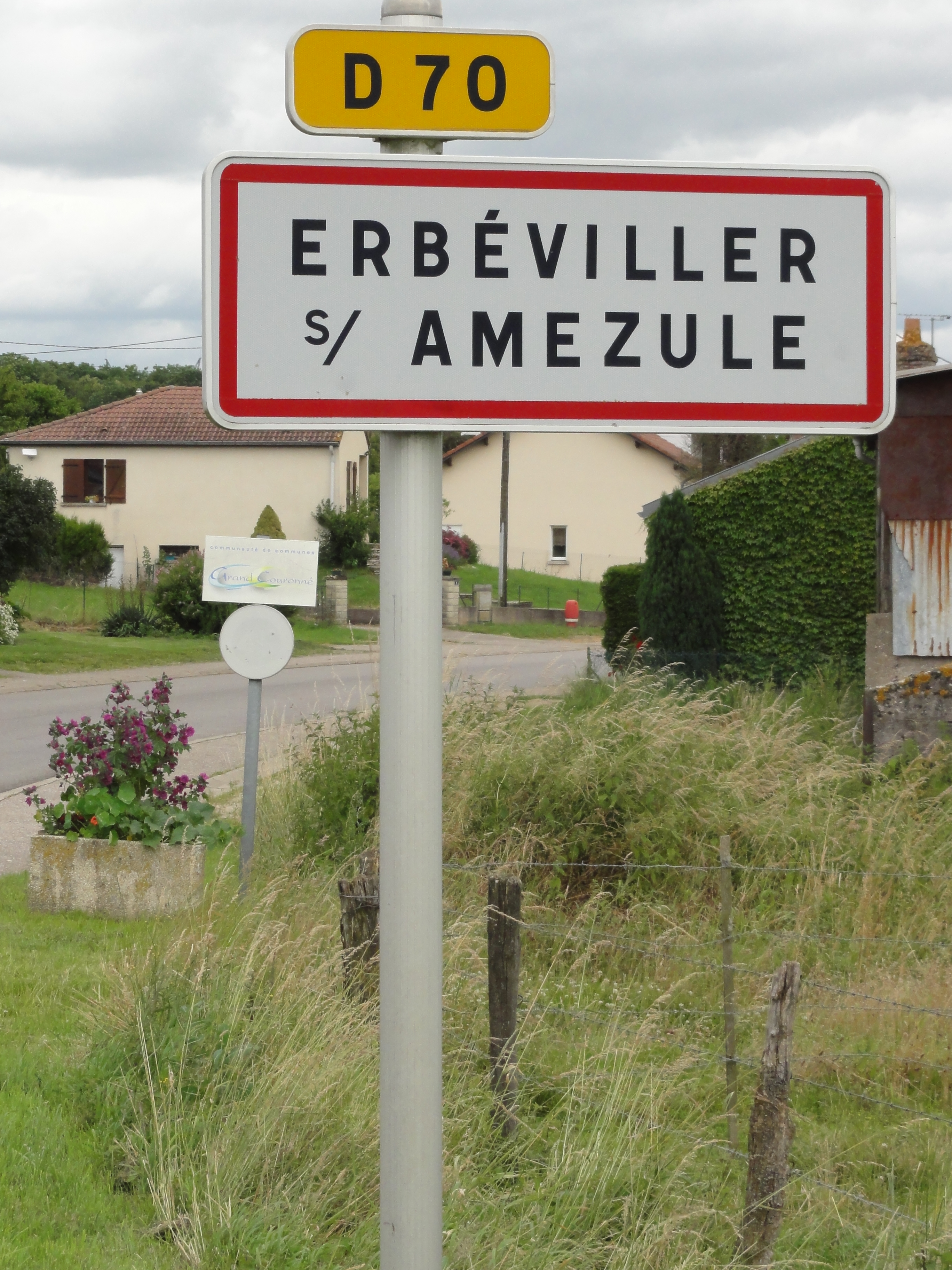
Ortsschild von Erbéviller-sur-Amezule
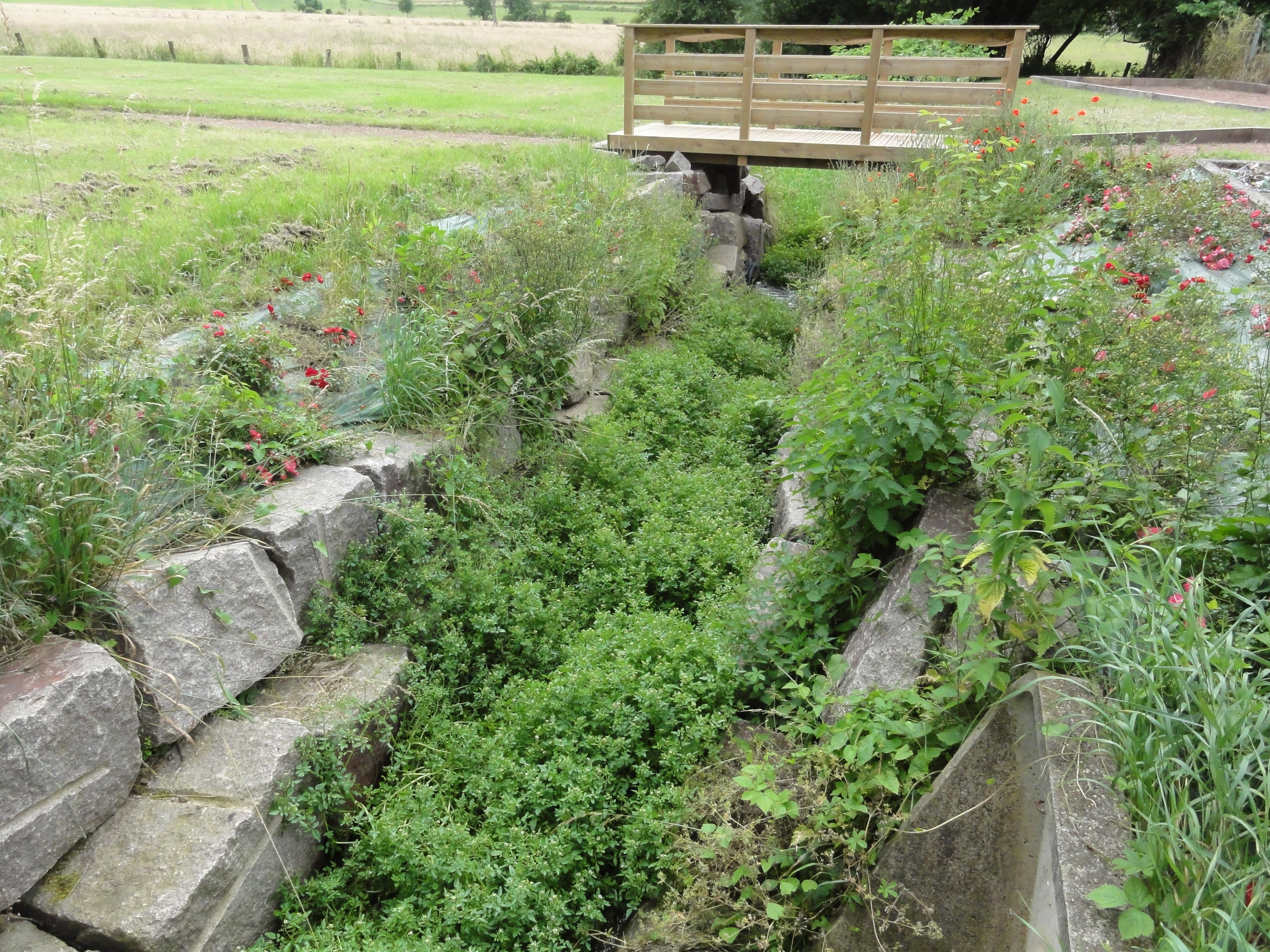
Quelle des Amezule

## Wirtschaft
Der Ort ist landwirtschaftlich geprägt.

## Sehenswürdigkeiten
- Kirche Saint-Germain, nach 1918 wieder aufgebaut.
- Erbéviller besitzt kein Kriegerdenkmal. Nur ein Anwohner des Dorfes ist 1914 bis 1918 gefallen. An ihn erinnert eine Plakette an einer Hausmauer mit der Inschrift:

AUGUSTE VELREITER – 1914–1918 (Médaille militaire).

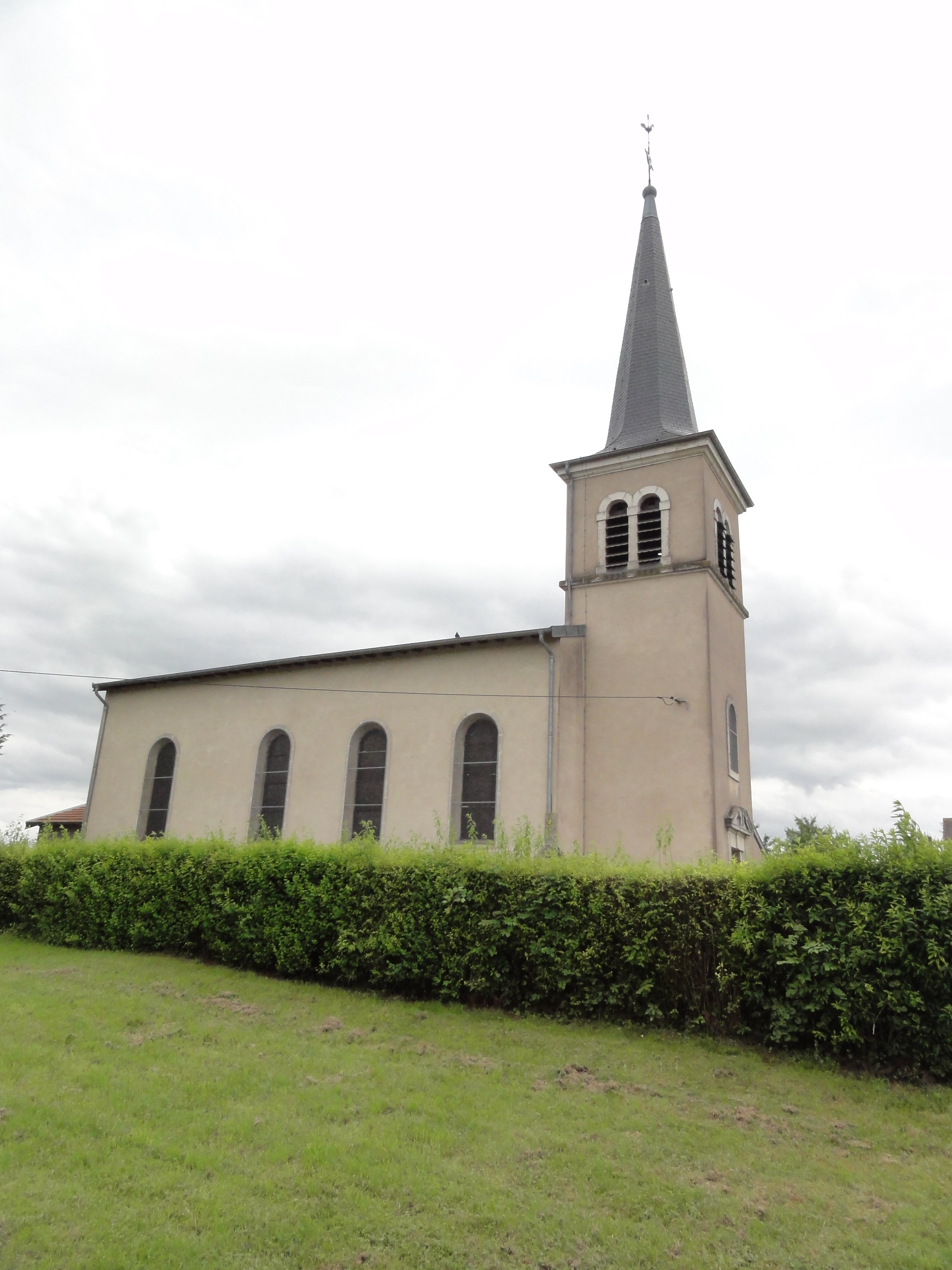
Kirche Saint-Germain
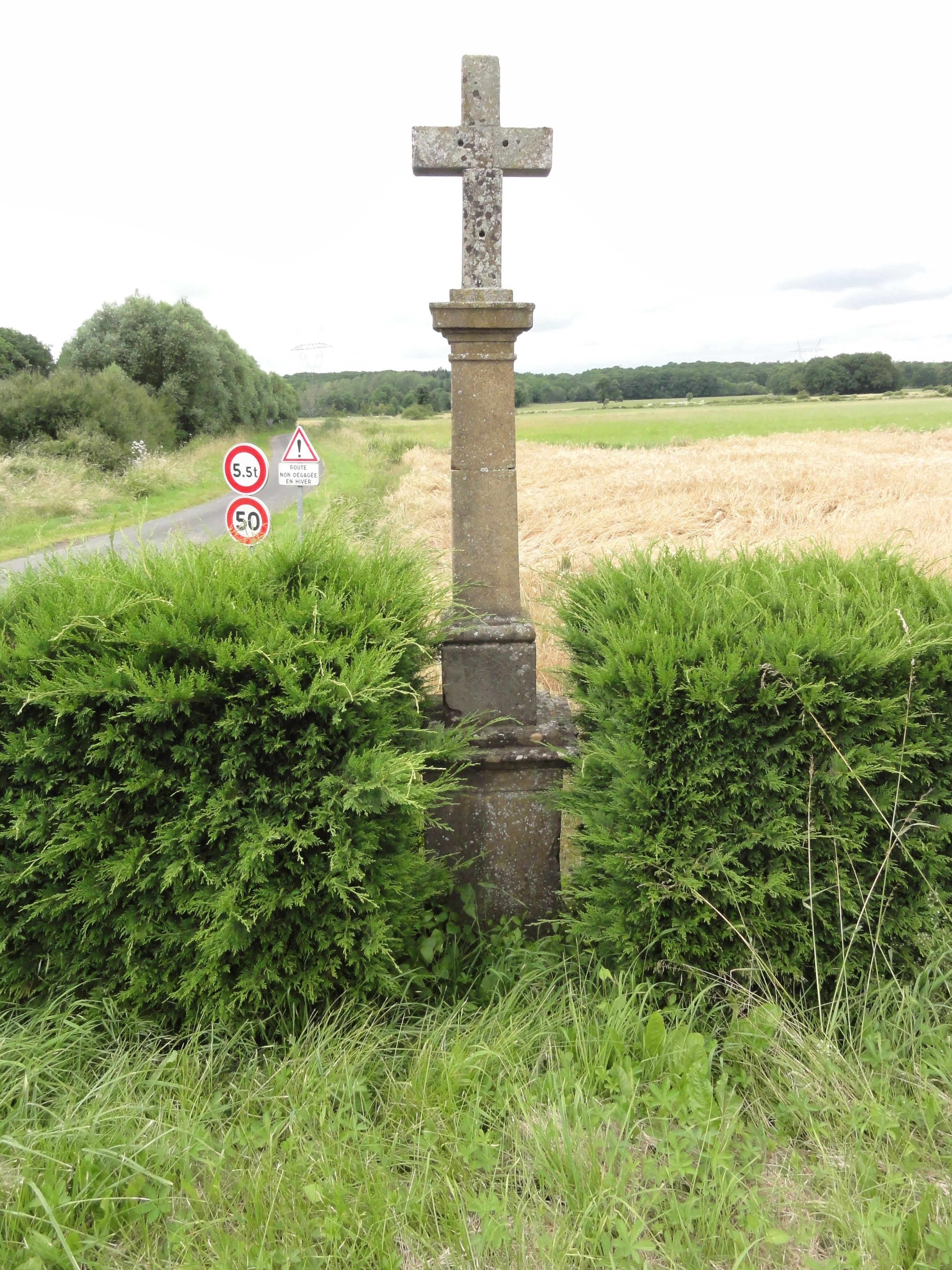
Wegkreuz
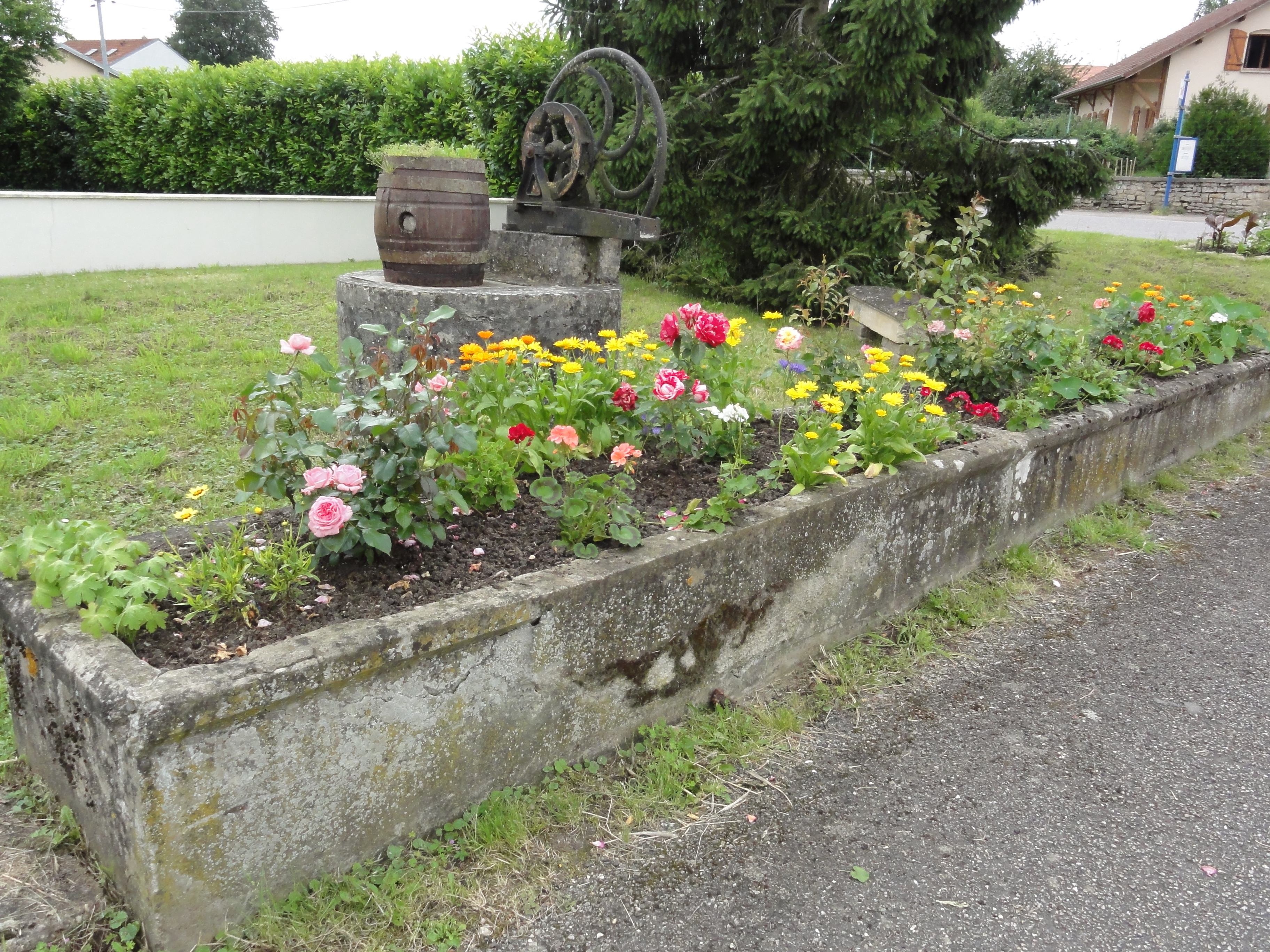
Brunnen mit Handpumpe
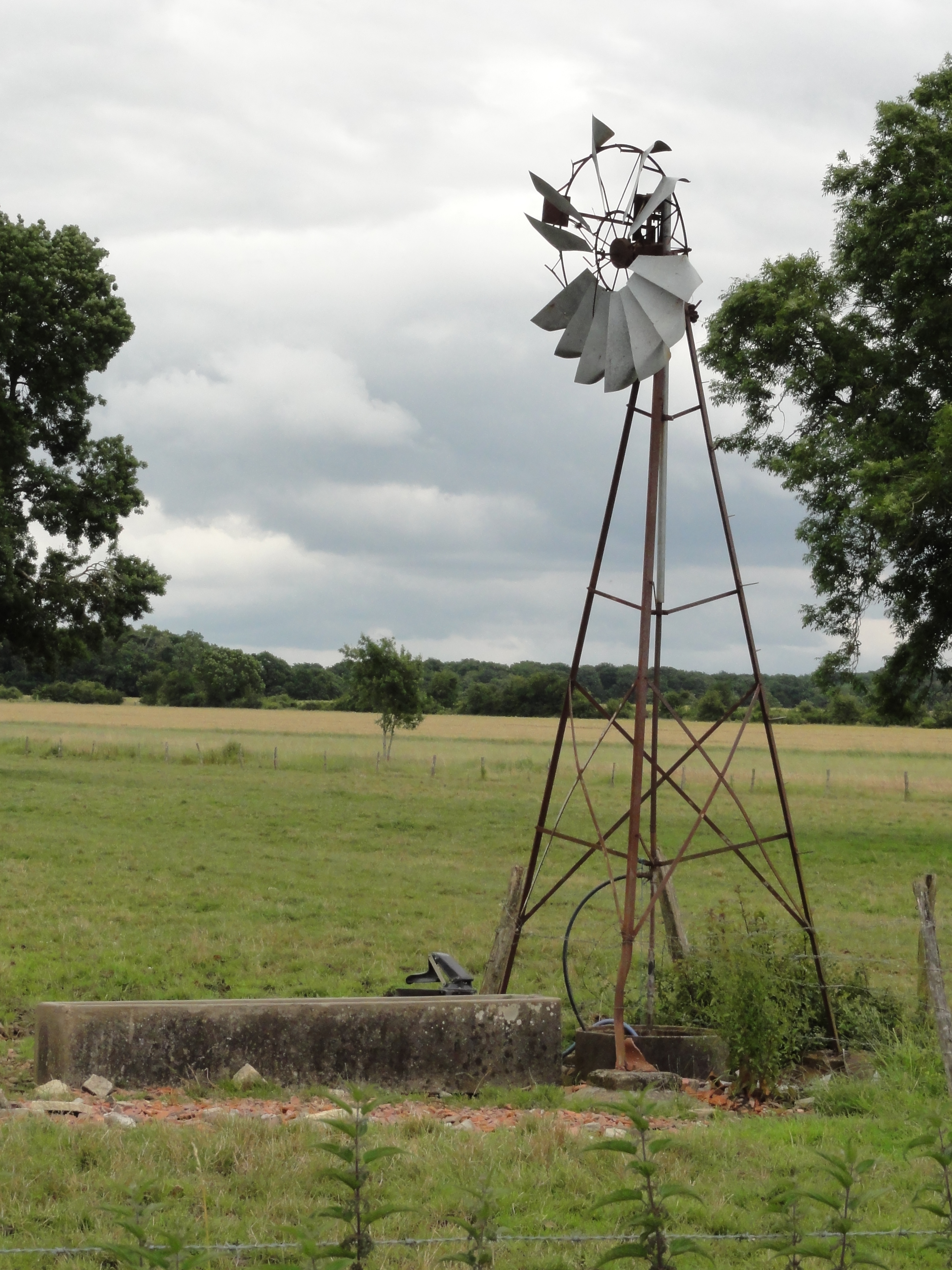
Brunnen mit Windrad

## Persönlichkeiten
Auguste Velreiter, Sergent im 26e régiment d’infanterie:
geboren am 8. November 1890 in Erbéviller
gefallen am 26. September 1914 bei Cappy-Dompierre-Becquincourt an der Somme